# Спитакасар
Спитакасар (арм. Սպիտակասար — белая гора), также Агдаг — вулкан в Армении, на границе Гехаркуникской и Котайкской областей; вторая по высоте гора Гегамского хребта. Высота горы над уровнем моря составляет 3560 метров.
Спитакасар представлен довольно крупным куполовидным сооружением с диаметром основания около 3500 м, относительной высотой — 500 м. Северные и восточные склоны Спитакасара сильно изрезаны ледниками, в них вложены глубокие кары.
На северном склоне горы образуется река Гаварагет.
На Гегамском хребте, южнее горы Спитакасар, находится перевал Спитакасар Южный (3264 метров над уровнем моря).

## Галерея

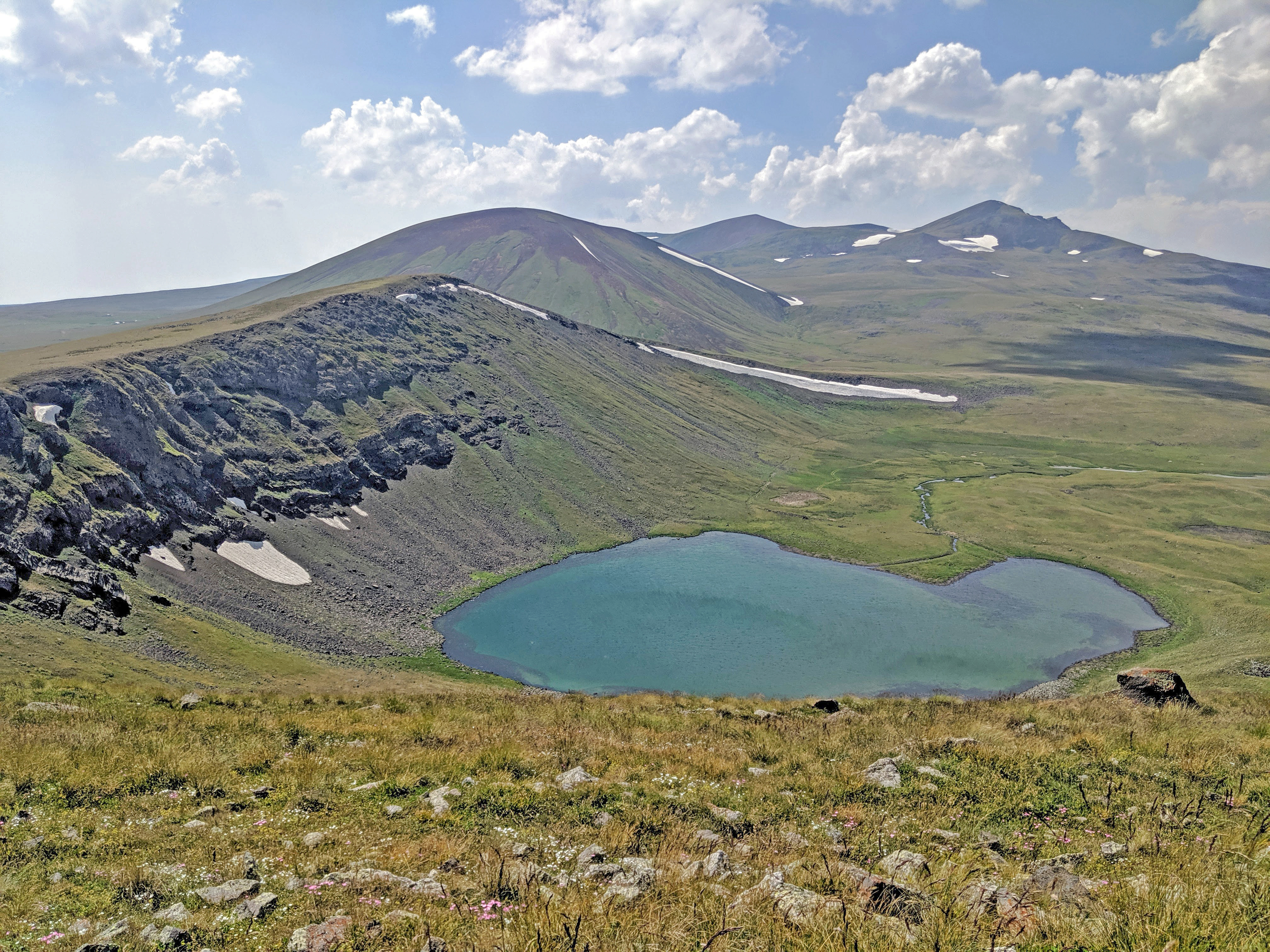
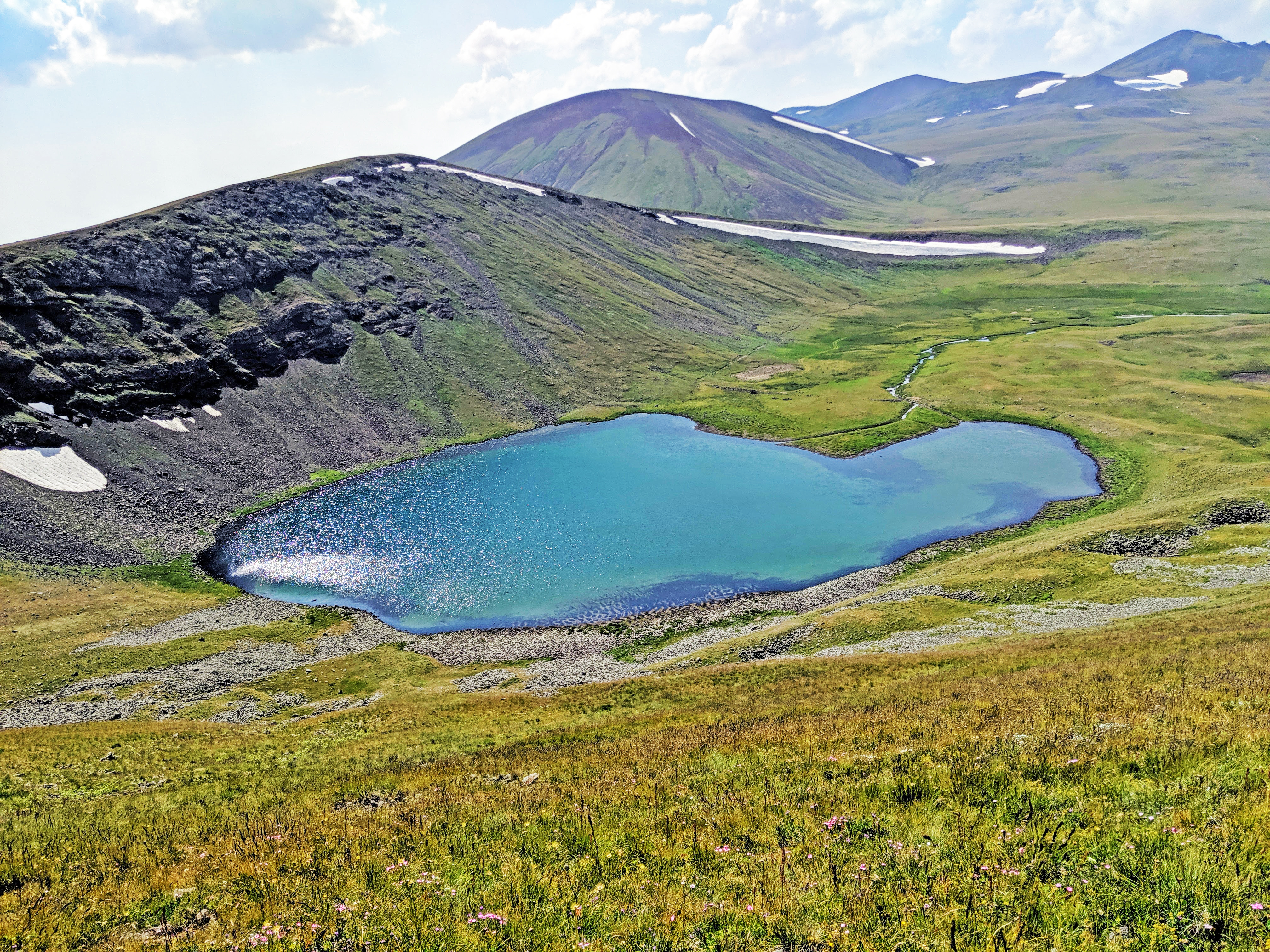
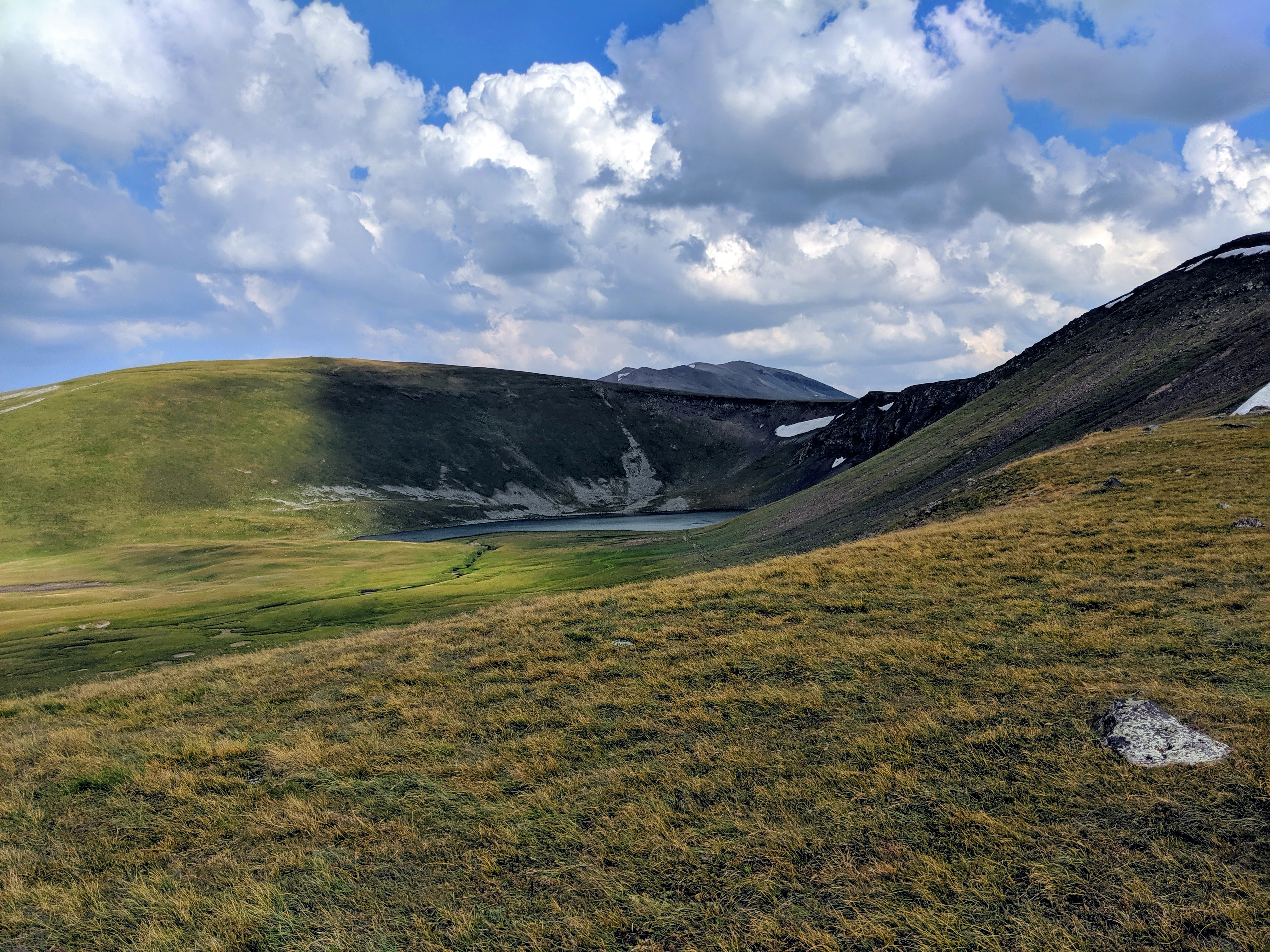
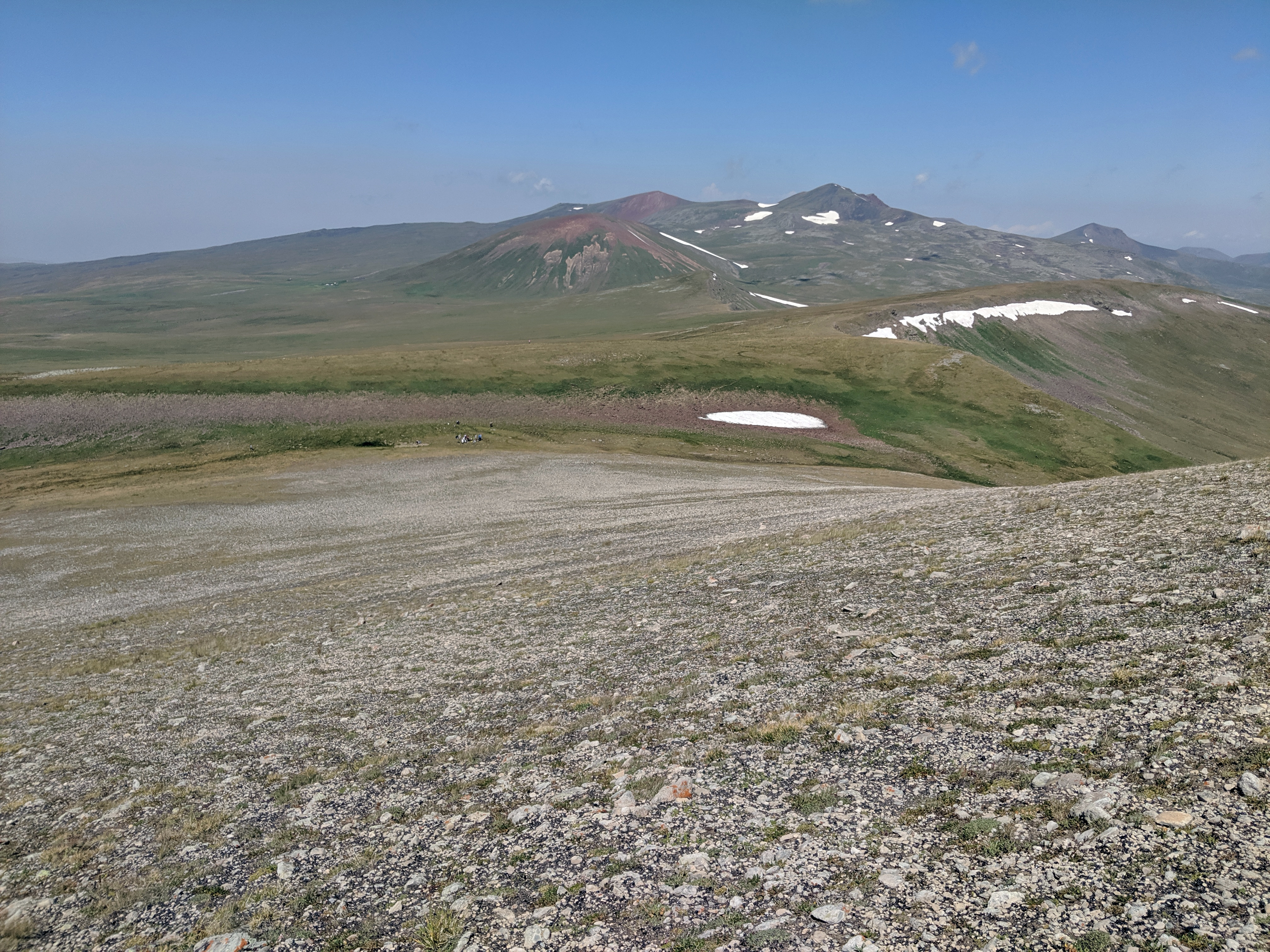
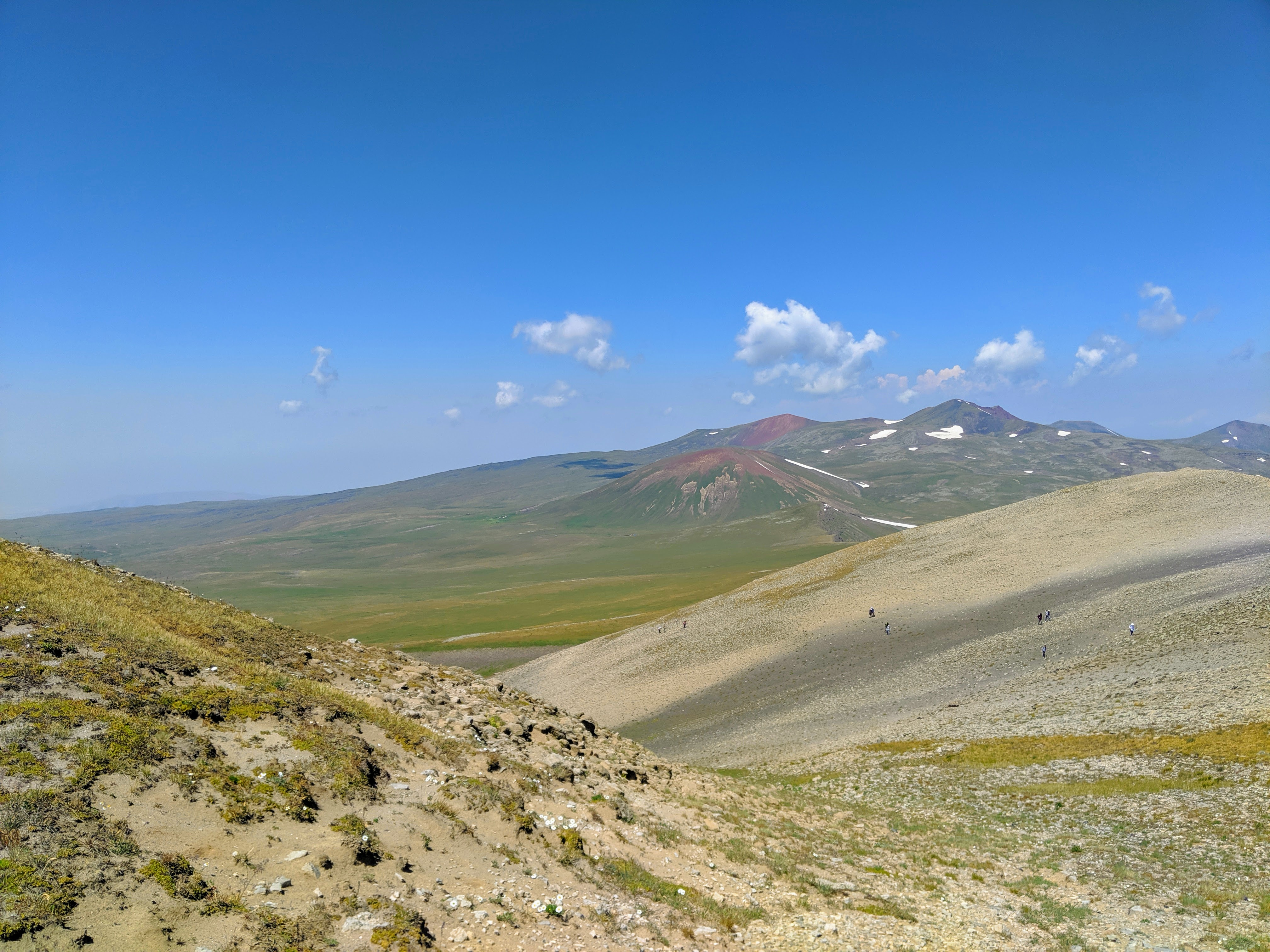
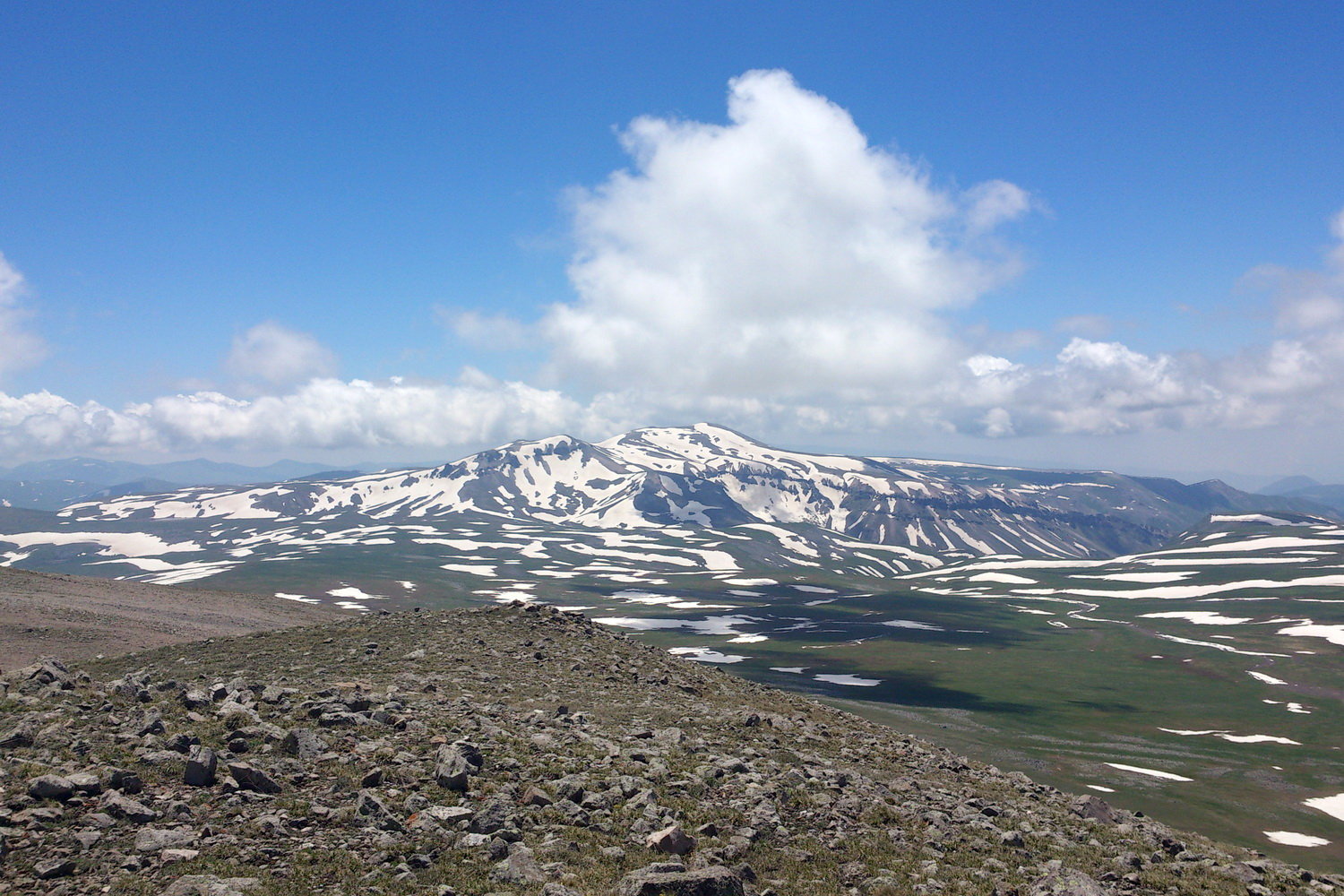
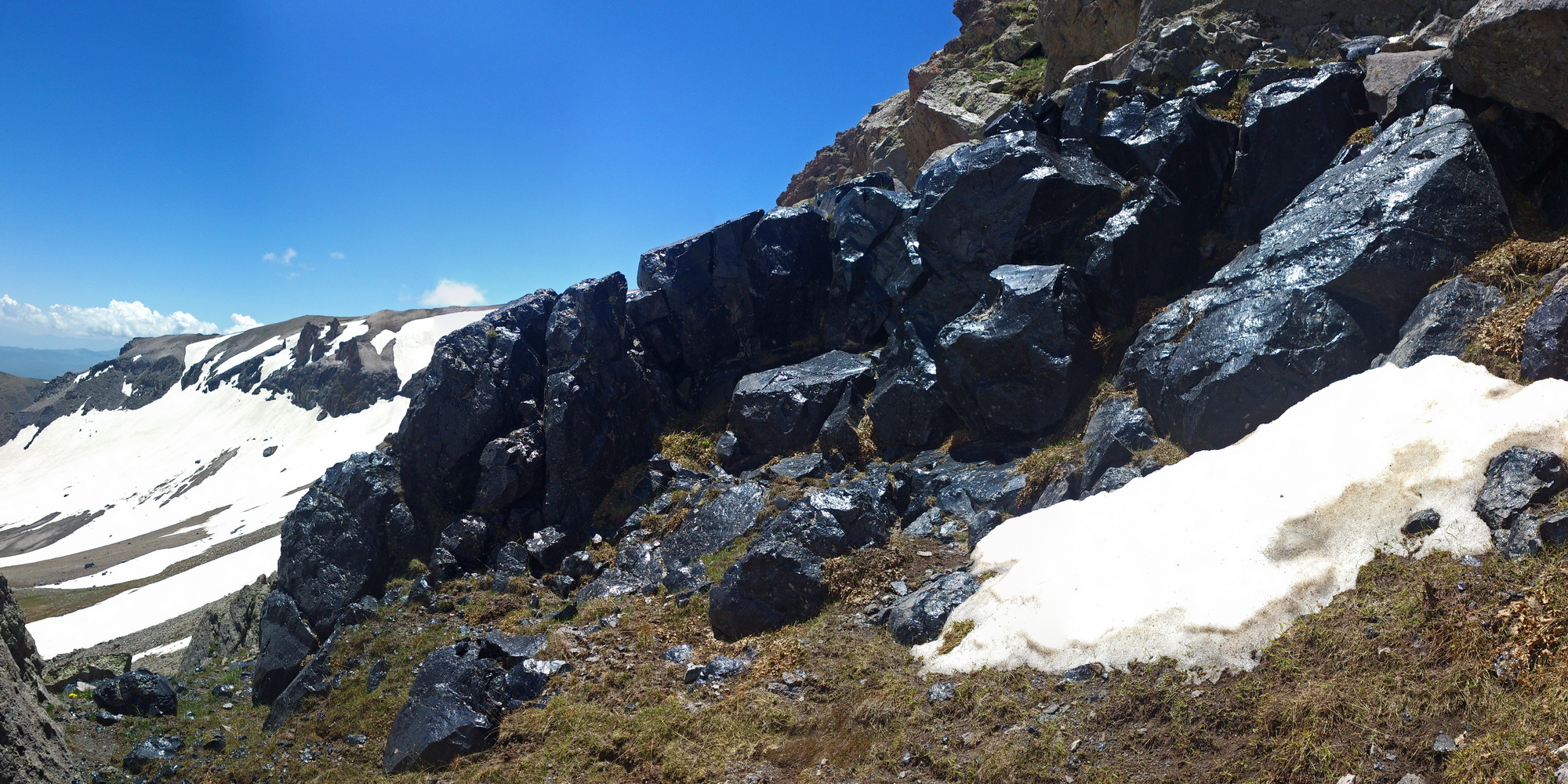
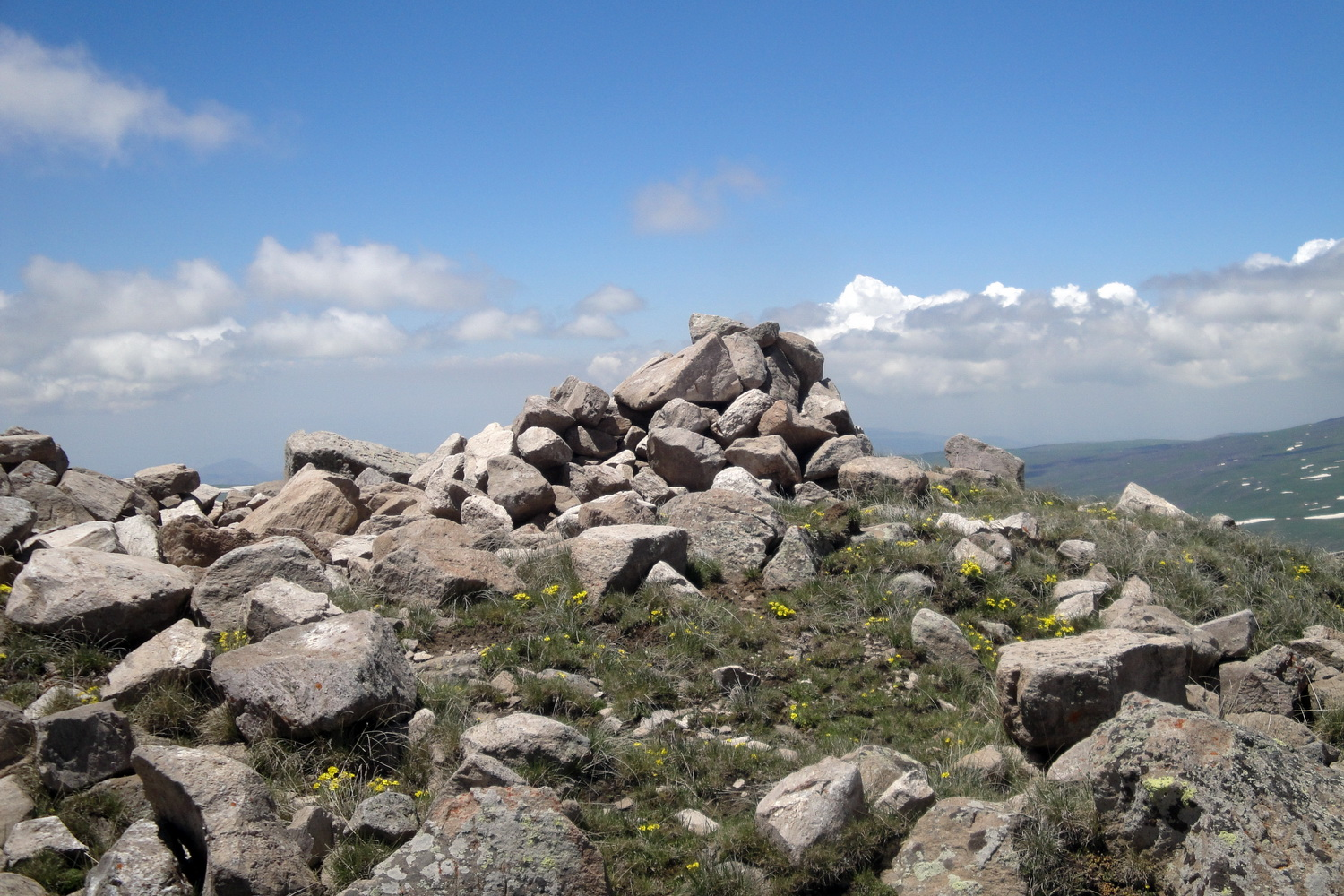